# Sickingen-Gymnasium
Das Sickingen-Gymnasium ist das einzige Gymnasium in Landstuhl, Rheinland-Pfalz. Namensgeber war Franz von Sickingen.

## Geschichte
Am 6. Oktober 1873 wurde die Lateinschule im Rathaus am Alten Markt in Landstuhl gegründet. Von 1913 bis 1952 erfolgte der Unterricht in der Fruchthalle. 1953 kam der Umzug des Progymnasiums in das Genesungsheim. 1954 musste die Freilichtbühne dem Neubau des Gymnasiums weichen, das im September 1955 fertiggestellt wurde.
Von 1972 bis 1976 wurden drei Pavillons mit 11 zusätzlichen Klassenräumen errichtet und 1987 die Schule durch 18 neue Klassensäle erweitert. Von 1989 bis 1991 entstand die neue Turnhalle. 1995/96 wurden sechs Schulsäle in Leichtbauweise (Container) errichtet.
1996 wurde beschlossen, ein zusätzliches Gymnasium, vorerst als Zweigstelle in Ramstein, zu eröffnen, das 1999 selbständig wurde und seit 2014 Reichswald-Gymnasium Ramstein-Miesenbach heißt.
1998 erhielt die Schule den Namen Sickingen-Gymnasium Landstuhl. 2001 wurde der neue Anbau bezogen.

2012 wurden im Sporttrakt vier neue Räume für die Orientierungsstufe eingeweiht und der Container abgerissen.
Im Herbst 2020 gab der Landkreis Kaiserslautern als Schulträger des Gymnasiums bekannt, dass die Schule im Rahmen einer Gesamtsanierung saniert wird. Dazu ist ein Teil der Schule an den ehemaligen Schulstandort Wallhalben ausgelagert.

## Schulgemeinschaft
Das Kollegium besteht derzeit aus 79 Lehrern, zwei Sekretärinnen und einer Bibliothekarin (Stand 2025). Zum weiteren Personal gehören die Hausmeister.

## Zertifikate, Partner
Das Sickingen-Gymnasium verfügt über folgende Zertifikate:
- Europa-Schule des Landes Rheinland-Pfalz

- MINT-freundliche Schule: Die Schule beteiligt sich am MINT-Projekt. Dies betrifft die Fächer Mathematik, Informatik, Biologie, Naturwissenschaften, Chemie und Physik. Hierzu gibt es neben dem regulären Unterricht diverse Arbeitsgemeinschaften, wie die AG Schulgarten über die Technik- und Video – AG bis hin zur Robotik-AG. An verschiedenen Wettbewerben wie z. B. Jugend präsentiert, dem Tag der Mathematik oder auch dem Leben mit Chemie, können die Schüler teilnehmen. Für alle Schüler der Klassenstufe 6 wird das Fach Computer zusätzlich zur Stundentafel eingeführt.

- Es wird mit verschiedenen außerschulischen Partnern zusammengearbeitet. Daher können dort z. B. die Schülerlabore und weitere Ausstattungen genutzt werden, was auch bei Facharbeiten und besonderen Lernleistungen (BLLs) sehr hilfreich ist.
- Das Sickingen-Gymnasium Landstuhl ist Teil des Netzwerks Schule ohne Rassismus – Schule mit Courage und setzt sich aktiv für Toleranz, Respekt und ein diskriminierungsfreies Miteinander ein.[5]

- Jugend-Präsentiert und Jugend-Debattiert: Schüler des Sickingen-Gymnasium haben regelmäßig erfolgreich an den bundesweiten Wettbewerben „Jugend präsentiert“ und „Jugend debattiert“  der Klaus-Tschira-Stiftung teilgenommen.[6][7][8][9][10][11]

## SGL-Journal
Das Sickingen-Gymnasium pflegt seit Jahren die Schulgemeinschaft durch mediale Angebote. Es besteht seit ca. 1997 eine Schulhomepage. Als Nachfolgerin der Schülerzeitung Collo gibt es seit Anfang 2019 eine Online-Schülerzeitung, das SGL Journal, welches von Schülern der Oberstufe geleitet wird und redaktionelle Unterstützung aus allen Klassenstufen bezieht.

## Besonderheiten

### Philosophie
Am Sickingen-Gymnasium wird Philosophie in der Oberstufe sowohl als Grundkurs als auch als Leistungskurs angeboten, womit es landesweit die einzige Schule ist.

### Informatik
Seit September 2017 kooperiert die Fachkonferenz Informatik mit der Robert Bosch GmbH in Homburg/Saar zum Projekt IT2School der Wissensfabrik e.V. Dabei werden seitens Bosch verschiedene Materialien und Fortbildungen angeboten, die den Schülern im Bereich der Informatik und des Computer-Unterrichts in Klasse 6 zugutekommen.
Das Fach Informatik kann ab Klasse 9 freiwillig und in der Oberstufe als Grundfach belegt werden. Neben den grundlegenden Programmierungskonzepten befasst man sich mit Computern, Netzwerken, Datenschutz und Sicherheit.

## Persönlichkeiten
- Alwin Diemer (1920–1986), Philosoph, Phänomenologe, Wissenschaftstheoretiker und Wissenschaftsmanager
- Walter Altherr (* 1946), Arzt und Politiker
- Margit Mohr (* 1949), Politikerin, Lehrerin am SGL
- Paul Junker (* 1952), Politiker, Landrat des Landkreises Kaiserslautern von 2009 bis 2017
- Richard Lutz (* 1964), Vorsitzender der Deutschen Bahn AG
- Ralf Leßmeister (* 1967), Politiker
- Marcus Klein (* 1976), Jurist, Politiker
- Nicole Kneller (* 1977), Ärztin, Sportlerin
- Matthias Mieves (* 1985), Politiker
- Nadine Keßler (* 1988), Fußballspielerin